# Loxanthera
Loxanthera es un género con 10 especies de arbustos  perteneciente a la familia Loranthaceae. Es originario de Indonesia.

## Taxonomía
El género fue descrito por Blume y publicado en Systema Vegetabilium 7(2): 1612, 1730 en el año 1830.

## Especies
- Loxanthera beccarii
- Loxanthera formosa
- Loxanthera grandiflorus
- Loxanthera lampongus
- Loxanthera sternbergianus Blume